# Dubkî, Sarnî
Dubkî (în ucraineană Дубки) este un sat în comuna Liuhcea din raionul Sarnî, regiunea Rivne, Ucraina.

## Demografie
Componența lingvistică a localității Dubkî
     Ucraineană (99,79%)
     Alte limbi (0,21%)
Conform recensământului din 2001, majoritatea populației localității Dubkî era vorbitoare de ucraineană (99,79%), existând în minoritate și vorbitori de alte limbi.